# نينتندو للبحث والتطوير 1
نينتندو للبحث والتطوير 1 (بالإنجليزية: Nintendo Research & Development 1)‏، R&D1 اختصارًا، قسم من أقسام نينتندو وأقدم فريق تطوير بها، ابتكاراته مهدت للشركة صناعة ألعاب الفيديو بالصدفة ، تأسس قبل سنة 1972م.من أهم إصدارات الألعاب: كلو كلو لاند، ودوك هانت، وسلسلة دونكي كونغ، وباباي .
يشتهر القسم بشخصيات أساسية من فريق نينتندو ، من أبرزها غانبي يوكوي.

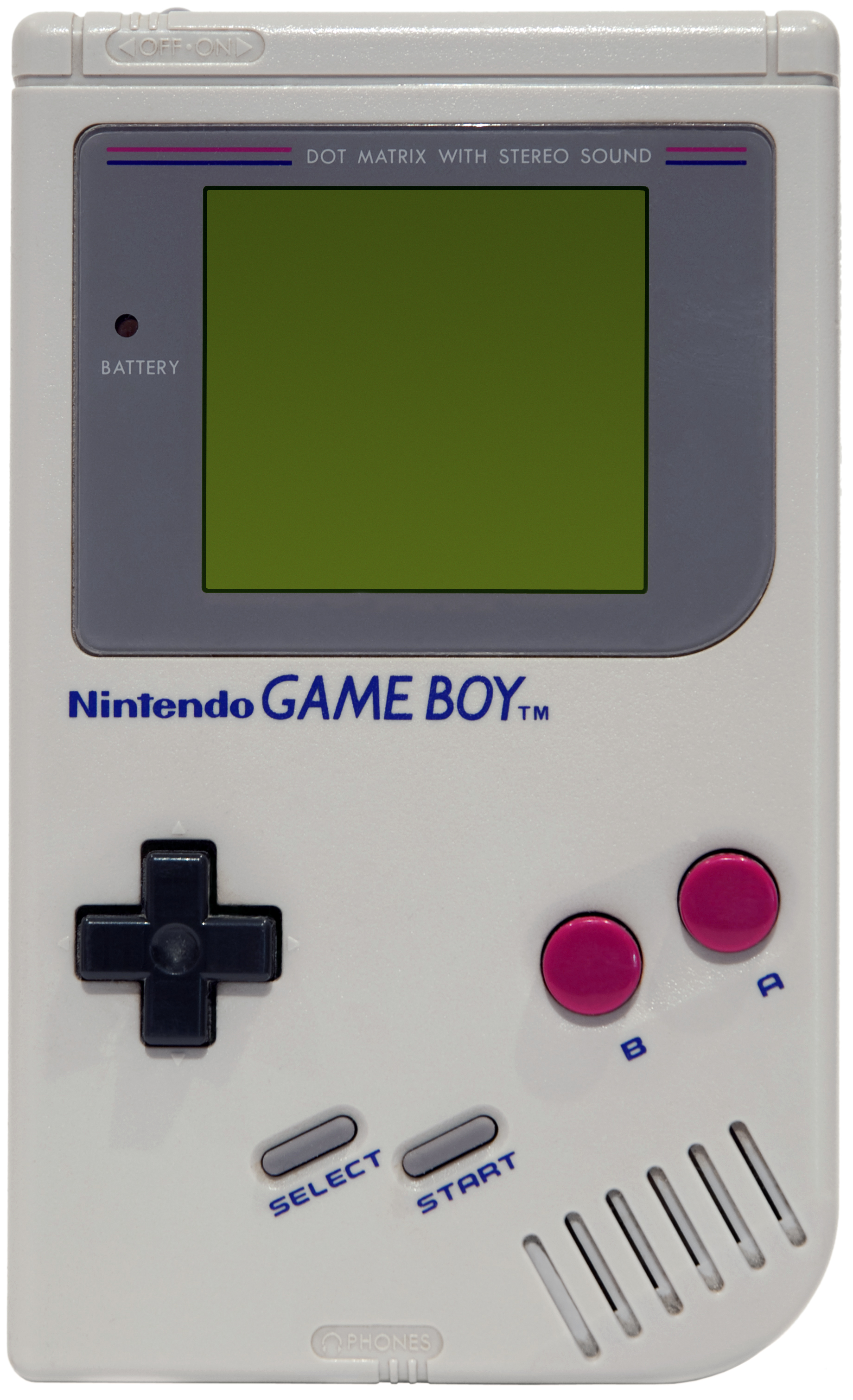
غيم بوي، من أنجح أجهزة ألعاب الفيديو تم تطويره بالقسم.

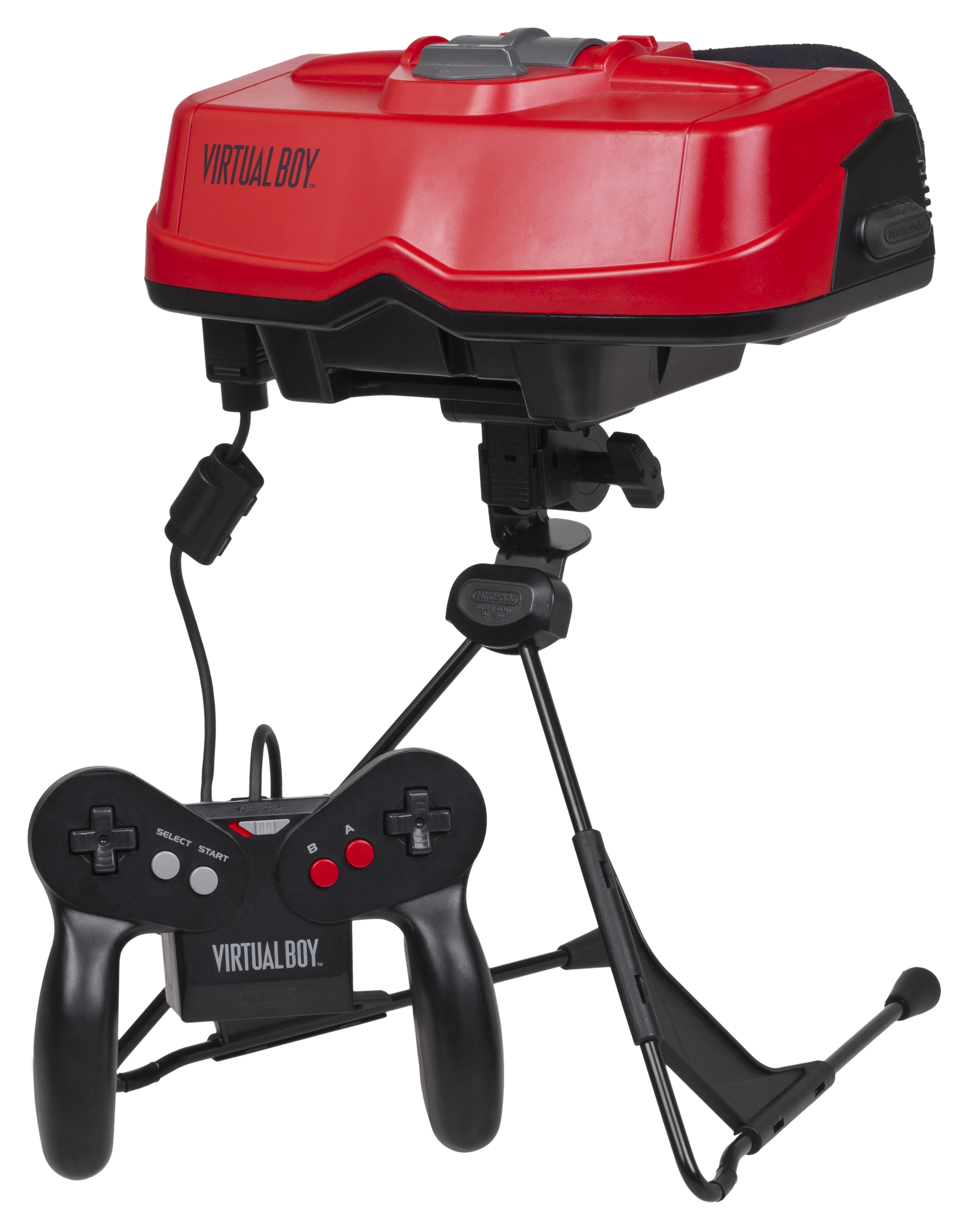
فيرتشوال بوي، يعدُ أفشل جهاز طورهُ القسم.

## قائمة الألعاب التي شارك بها قسم R&D1

### نيس:
- بالوون فايت
- بيسبول
- كلو كلو لاند
- ديفل ورلد
- دونكي كونغ
- دونكي كونغ 3
- دونكي كونغ جونيور
- دكتور ماريو
- داك هانت
- الدراجة الثائرة
- غومشيو
- جايرومايت [الإنجليزية]
- هوغانز آلاي
- آيس كلايمبر
- كيد إيكاروس
- ماك رايدر
- ماجونغ
- ماريو برذرز
- ريكينغ كرو
- مترويد
- ستاك أب [الإنجليزية]
- تنس
- تتريس
- تتريس 2 [الإنجليزية]
- أوربان شامبيون
- فوليبول [الإنجليزية]

### نظام القرص فاميكوم:
- ثري دي هوت رالي: فاميكوم غراند بري 2 [الإنجليزية]
- نادي فاميكوم للتحقيق الجزء الأول: كيتا كوكيشا [الإنجليزية]
- نادي فاميكوم للتحقيق الجزء الثاني: أوشيرو ني تاتسو شوجو [الإنجليزية]
- كيد إيكاروس
- مترويد

### سوبر نينتندو:
- باتل كلاش [الإنجليزية]
- ماريو بينت [الإنجليزية]
- ميتال كومبا: فالكونس ريفنج [الإنجليزية]
- سوبر ميترويد
- سوبر بلاي أكشن فوتبول [الإنجليزية]
- سوبر سكوب 6 [الإنجليزية]
- ريكين كرو '98 [الإنجليزية]

### نينتندو 64:
- سن أند بانشمنت [الإنجليزية]

### آي كوي:
- دكتور ماريو

### نينتندو غيم كوب:
- واريوير، انك.: ميغا بارتي غيمس! [الإنجليزية]

### نينتندو وي:
- بيسبول (فرتشول كونسول)
- أوربان شامبيون (فرتشول كونسول)

### غيم بوي كولر
- واريو لاند 3
- تتريس دي اكس [الإنجليزية]
- غيم اند وتش غالري 2 [الإنجليزية]
- غيم اند وتش غالري 3 [الإنجليزية]

## وصلات خارجية
- IGN listing for R&D1
- N-Sider: The Rise and Fall of R&D1